# Best in the World (2014)
Vous lisez un « bon article » labellisé en 2014.
Pour les articles homonymes, voir Best in the World.
L'édition 2014 de Best in the World est une manifestation de catch (lutte professionnelle) en paiement à la séance, produite par la fédération américaine Ring of Honor (ROH), initialement diffusée en haute définition et en direct sur le câble et via satellite, aux États-Unis. Elle est également disponible en ligne, sur le site d'hébergement de vidéos Ustream. Le pay-per-view (PPV) se déroule le 22 juin 2014 au Tennessee State Fairgrounds à Nashville, dans le Tennessee. Pour cette 5e édition de Best in the World, sept lutteurs de la ROH — Adam Cole, Jay Lethal, Matt Hardy, Michael Elgin, Jay Briscoe, Kevin Steen et Maria Kanellis — sont présentés sur l'affiche promotionnelle.
Sept rencontres sont annoncées pour cet évènement, ainsi que deux autres destinées à chauffer le public, visibles gratuitement en ligne. Chacune d'entre elles est déterminée par des storylines rédigées par les scénaristes de la ROH ; soit par des rivalités survenues avant le pay-per-view, soit par des matchs de qualification en cas de rencontre pour un championnat. Une avant-première a également été réalisée dans le but de promouvoir l'évènement.
Tous les titres de la fédération ont été remis en jeu avec notamment le champion de la télévision Jay Lethal qui affronta Matt Taven pour le titre ou encore les champions par équipes ReDRagon qui ont défendu leurs ceintures face à Christopher Daniels et Frankie Kazarian. Le main event de la soirée est un match simple pour le titre mondial de la ROH. Près de 1 400 spectateurs, ainsi qu'environ 12 000 téléspectateurs en paiement à la séance, ont assisté à la défaite d'Adam Cole, le champion en titre, qui a perdu sa ceinture au profit de son challengeur, Michael Elgin.

## Production
| Autre personnel de la ROH présent | Autre personnel de la ROH présent |
| Rôle                              | Nom                               |
| --------------------------------- | --------------------------------- |
| Commentateurs                     |                                   |
| Kevin Kelly (en)                  |                                   |
| Steve Corino                      |                                   |
| Nigel McGuinness                  |                                   |
| Annonceur de ring                 | Bobby Cruise                      |
| Correspondants                    | Larry Mercer                      |
| Correspondants                    | Mandy Leon (en)                   |

Le 17 avril, Joe Koff, chef des opérations de la ROH, annonce cet évènement comme le premier pay-per-view diffusé en direct et en haute définition sur le câble et le satellite, ainsi que sur le site de partages vidéo Ustream, le 22 juin 2014,,. Ce spectacle, initialement prévu pour le 21 juin, a été déplacé le dimanche 22 juin 2014. La durée prévue est d'environ trois heures, et le coût de l'événement est annoncé à 24,95 $ en paiement à la séance. Pour cela, la fédération déploie une liste de 63 fournisseurs, notamment DirecTV, Dish Network et Bell Canada Satellite, qui diffuseront cet évènement à travers les États-Unis et le Canada. Auparavant, la ROH diffusait leurs spectacles uniquement en ligne et via Ustream depuis Global Wars 2014. Cette nouveauté engendre une hausse des prix de 10 $. Afin d'éviter toute concurrence, le spectacle se déroule une semaine après le pay-per-view de la TNA, Slammiversary XII, et une semaine avant le pay-per-view de la WWE, Money in the Bank 2014.

## Contexte
Les spectacles de la Ring of Honor en paiement à la séance se composent de matchs aux résultats prédéterminés par les scénaristes de la ROH. Ces rencontres sont justifiées par des storylines - une rivalité avec un catcheur, la plupart du temps - ou par des qualifications survenues au cours de shows précédant l'évènement. Tous les catcheurs possèdent un gimmick, c'est-à-dire qu'ils incarnent un personnage face (gentil) ou heel (méchant), qui évolue au fil des rencontres. Un pay-per-view comme Best in the World est donc un événement tournant pour les différentes storylines en cours.

### Adam Cole contre Michael Elgin

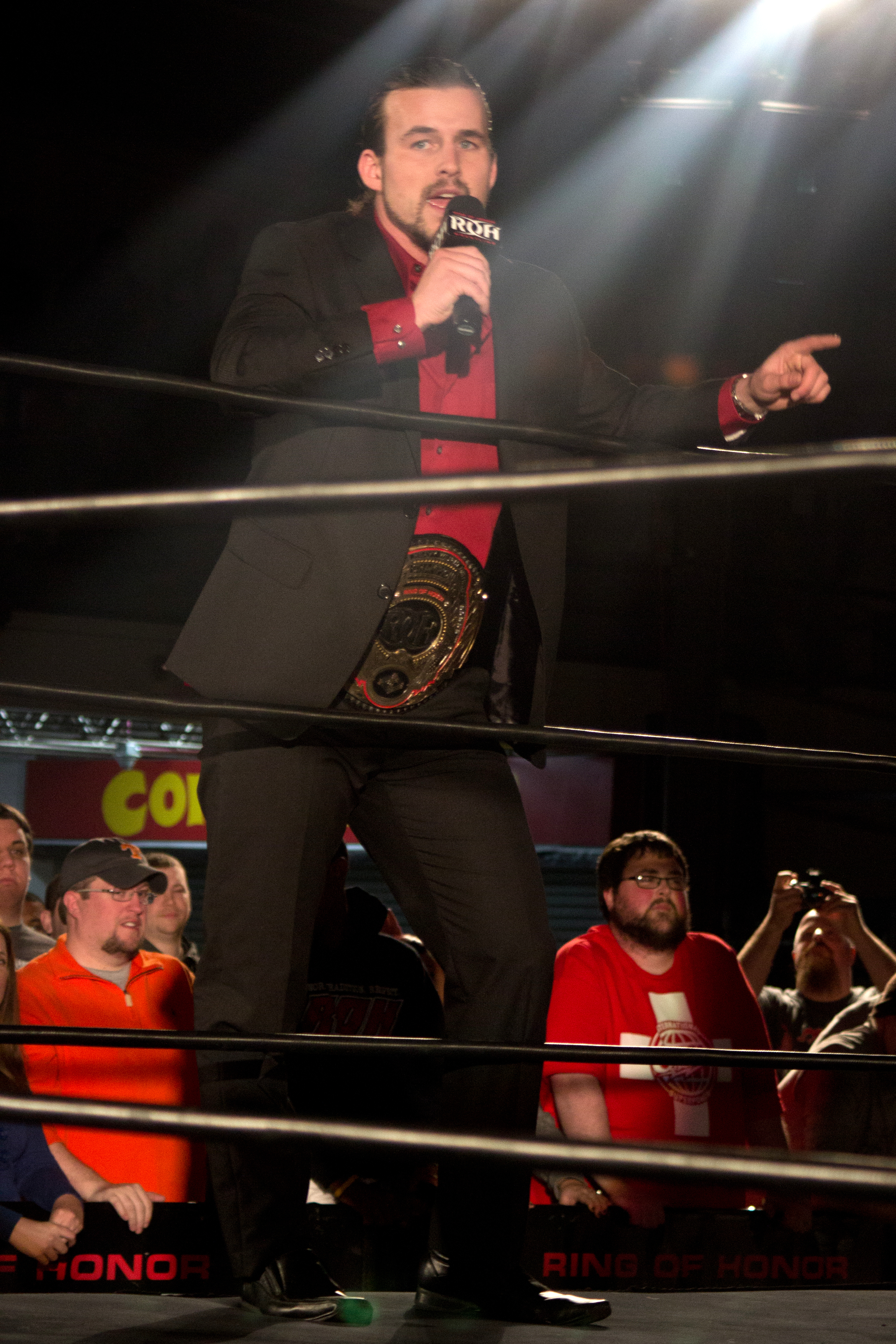
Adam Cole défendra à nouveau son ROH World Championship contre Michael Elgin.

Le 19 avril, lors de Second To None, Michael Elgin affronte A.J. Styles pour devenir challengeur pour le ROH World Championship. Le match fut remporté par Elgin. Après une tentative ratée pour remporter le IWGP Heavyweight Championship détenu par A.J. Styles lors de War of the Worlds 2014, Michael Elgin reprend sa course vers le titre mondial de la ROH détenu par Adam Cole. Ce dernier conserve sa ceinture en battant Tommaso Ciampa le 7 juin à la suite d'une intervention de Michael Bennett. Plus tard dans la soirée, le match entre Michael Elgin et Michael Bennett se termine en No-Contest après que le champion en titre est intervenu. Il rase ensuite les cheveux de Michael Elgin et porte un Figure four leglock sur sa femme.

### Briscoe Brothers contre Matt Hardy et Michael Bennett
Lors de Supercard of Honor VIII, Jay Briscoe perd contre Adam Cole et ne remporte pas le ROH World Championship à la suite d'interventions successives de Matt Hardy et Michael Bennett, qui l'ont empêché de redevenir champion. Le 19 avril, à Second to None, Jay Briscoe bat Michael Bennett. Le 30 mai, la ROH annonce que Mark Briscoe se joindra à son frère afin que ce dernier puisse se venger sur les acolytes d'Adam Cole.

### Roderick Strong contre Cedric Alexander

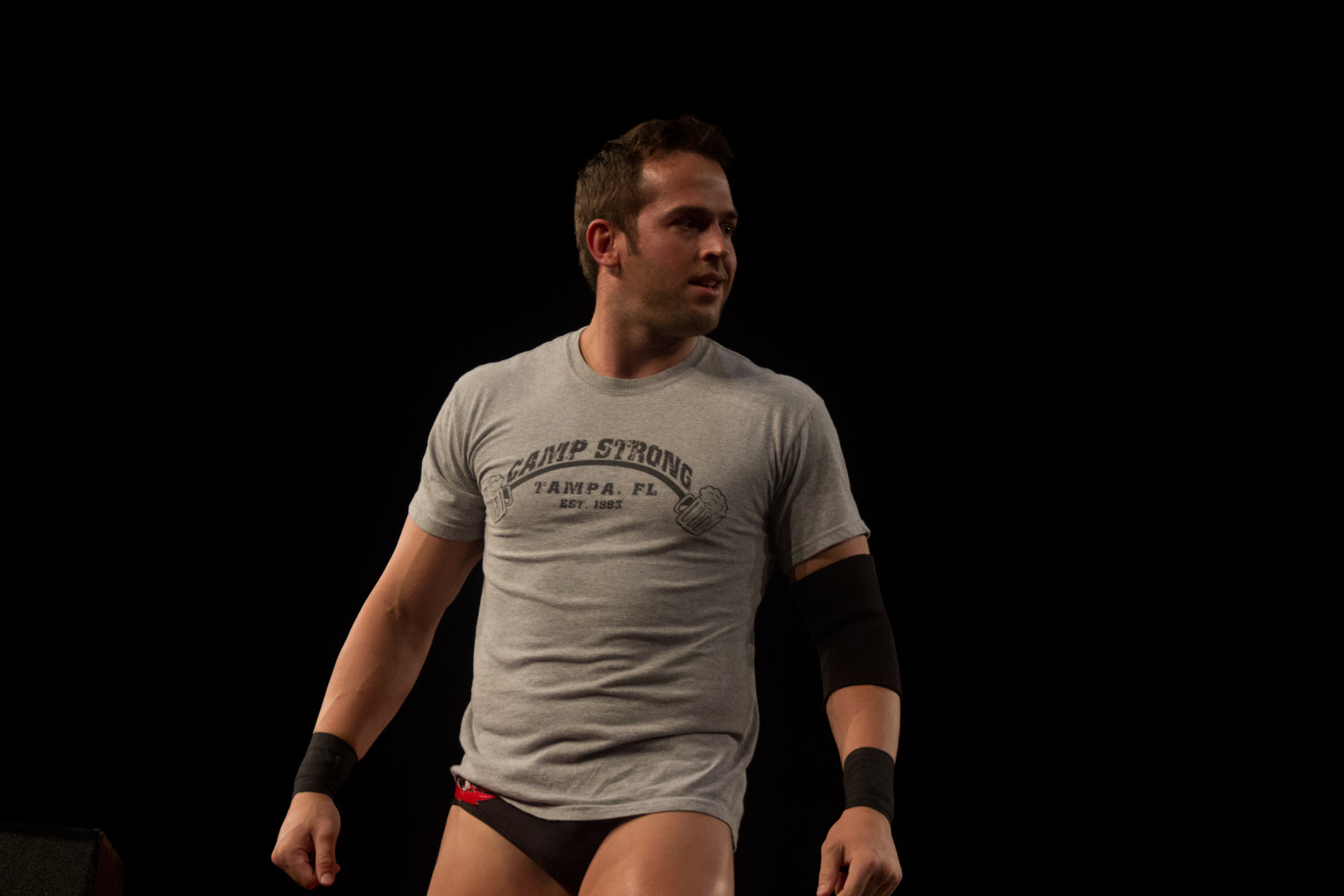
Roderick Strong fera face à Cedric Alexander dans un match de soumission.

Le 8 février, lors de State of The Art, Roderick Strong perd par disqualification contre R.D. Evans à la suite d'une intervention involontaire de Cedric Alexander. Roderick Strong se venge immédiatement après le match sur Cedric Alexander. Lors de 12th Anniversary Show, The Decade (en) battent Mark Briscoe, Adam Page et Cedric Alexander. Le 4 avril, lors de Supercard of Honor VIII, Roderick Strong bat à nouveau Cedric Alexander. Strong accuse ensuite Alexander d'avoir volé le backbreaker, une de ses prises favorites. Le 10 mai, à Global Wars 2014, Cedric Alexander prend sa revanche sur Roderick Strong. La ROH a ensuite annoncé que les deux protagonistes s'affronteraient dans un match de soumission.

### Jay Lethal contre Matt Taven
Le 4 avril, toujours lors de Supercard of Honor VIII, Jay Lethal remporte le ROH World Television Championship contre Tommaso Ciampa à la suite d'une intervention de Truth Martini, l'ancien manager de Matt Taven. Le 19 avril, Tommaso Ciampa et Matt Taven interviennent après un match de Jay Lethal. Un match de championnat est ensuite organisé entre ces trois lutteurs mais Lethal attaque Ciampa avant le match. Taven s'en prend à Lethal mais Truth Martini intervient à son tour. Lors de Global Wars 2014, Jay Lethal conserve son titre face à Matt Taven, Tommaso Ciampa et Silas Young. Le 6 juin, après sa victoire sur Cheeseburger, Matt Taven chasse The House of Truth du ring et annonce qu'il veut redevenir champion de la télévision de la ROH. Le lendemain, Matt Taven bat Jay Lethal après avoir revêtu le costume de The Romantic Touch. Jay Lethal défendra son titre contre Matt Taven avec Truth Martini qui sera présent mais menotté à un des quatre coins du ring[réf. nécessaire].

### ReDRagon contre Christopher Daniels et Frankie Kazarian

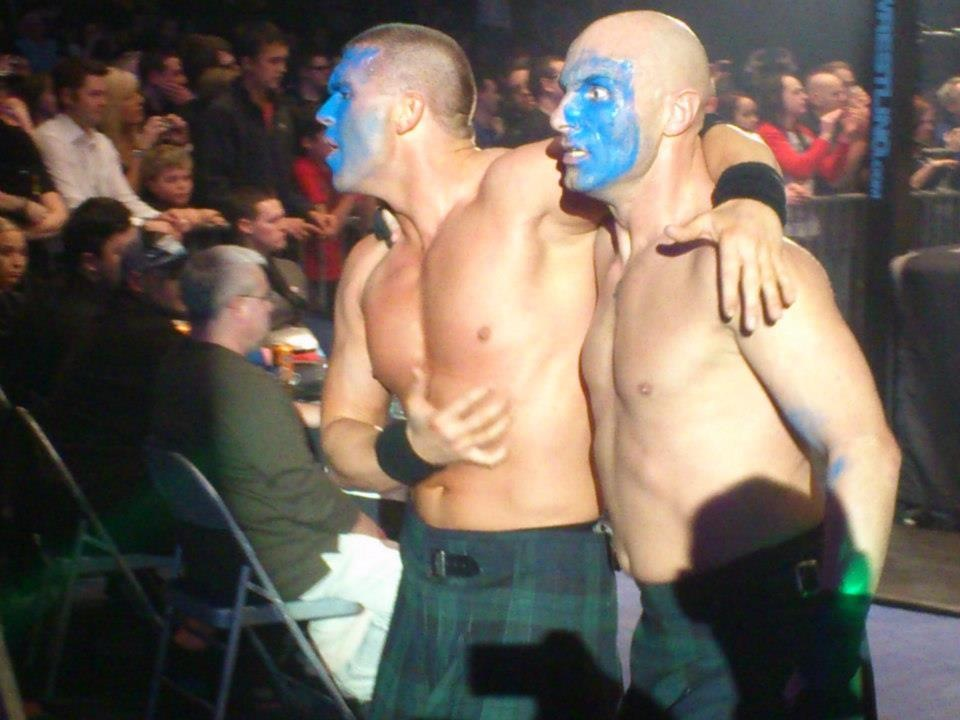
Daniels et Kazarian tenteront de remporter les titres par équipe en affrontant les reDRagon.

Le 17 mai, lors de War of the Worlds 2014, les ReDRagon battent The Young Bucks et remportent pour la troisième fois les titres par équipe de la ROH. Plus tard dans la soirée, une vidéo promotionnelle montre le retour de Christopher Daniels à la ROH et qu'il ne serait pas seul[réf. nécessaire]. Le 5 juin, la Ring of Honor dévoile que le second homme à rejoindre la fédération est Frankie Kazarian, le partenaire de Daniels de Bad Influence à la TNA. Le 7 juin, Bobby Fish et Kyle O'Reilly défont The Briscoe Brothers et conservent leurs titres[réf. nécessaire]. Christopher Daniels et Frankie Kazarian affronteront donc les reDRagon pour les titres par équipes.

### Kevin Steen contre Silas Young
Après son match perdu face à Shinsuke Nakamura à War of the Worlds 2014, Kevin Steen annonce son départ de la ROH. Silas Young interrompt Steen, en le traitant de lâche et que son fils le verra comme tel. Une bagarre éclate ensuite entre les deux hommes.

### Six-Man Mayhem match
Le 18 juin, la ROH annonce qu'un Six-Man Mayhem match sera disputé afin de déterminer le prochain challengeur pour le titre de la télévision de la ROH. Les six prétendants sont Tommaso Ciampa (qui a déjà obtenu ce titre), ACH, Caprice Coleman, Watanabe (un lutteur évoluant à la NJPW), B.J. Whitmer et Tadarius Thomas (ces deux derniers représentant le clan The Decade (en)).

## Déroulement
En règle générale, avant qu'un spectacle de catch ne démarre, la fédération organisatrice met en place un ou plusieurs matchs non télévisés destinés à chauffer le public. Dans celui-ci, deux rencontres ont été programmées et sont diffusées gratuitement sur internet. Un premier match par équipe a vu la victoire de Hanson et Raymond Rowe contre les Tate Twins. Le valet de The Decade (en) Adam Page a battu The Romantic Touch dans le second affrontement avec un Over the back Piledriver,. Avant le début du spectacle, un pré-show de 50 minutes a été diffusé afin de promouvoir et introduire cet évènement.
Durant le show, l'ancien champion de la ROH Jerry Lynn était présent dans l'enceinte en backstage. C'est la première fois qu'il apparaît à un show de la ROH depuis son départ de la fédération. L'ancienne star de la WWE et ancien champion par équipe de la ROH Matt Sydal (connu sous le nom d'Evan Bourne à la WWE) a également été aperçu en coulisse par des fans. Cependant, il n'est pas apparu devant les caméras compte tenu d'une clause de rupture de contrat avec la WWE à la suite de son renvoi de cette dernière quelques jours auparavant, stipulant son interdiction d'être filmé dans une autre fédération jusqu'au mois de septembre,.

### Matchs préliminaires
La première rencontre est un Six-Man Mayhem match entre Tommaso Ciampa, ACH, Caprice Coleman, Watanabe, Tadarius Thomas et B.J. Whitmer dont le vainqueur aura un futur match pour le ROH World Television Championship. Après quelques échanges avec les deux membres de The Decade (en), Caprice Coleman parvient à effectuer une Double suplex sur Watanabe et Tadarius Thomas. Tommaso Ciampa intervient avec son Project Ciampa sur Coleman puis sur ACH. Il effectue ensuite un Corkscrew plancha en dehors du ring. Coleman puis ACH effectuent à leur tour des mouvements aériens vers l'extérieur du ring. ACH termine ce match en réalisant un 450° splash sur Tadarius Thomas pour la victoire,.
Le second affrontement est un match de championnat pour le titre de la télévision de la ROH entre Jay Lethal et Matt Taven. La stipulation du match est que le manager de Lethal, Truth Martini, doit être menotté à l'un des coins du ring. Le match tourne rapidement à l'avantage de Taven, notamment avec un Enzuigiri, mais la nouvelle recrue de The House of Truth Seleziya Sparx effectue une diversion permettant à Lethal de reprendre en main le match. Taven contre la prise de finition de Lethal et lui inflige un Brainbuster. Son adversaire étant en dehors du ring, Taven décide de s'en prendre à son ancien manager et ennemi Truth Martini. Mais ce dernier a soudoyé le chef de la sécurité Jay Diesel et intervient en faveur de Martini. Entretemps, Seleziya libère ce dernier et s'enfuient. Jay Lethal revient sur le ring et inflige son Lethal Injection sur Taven, lui permettant d'empocher le gain du match et de conserver sa ceinture,.

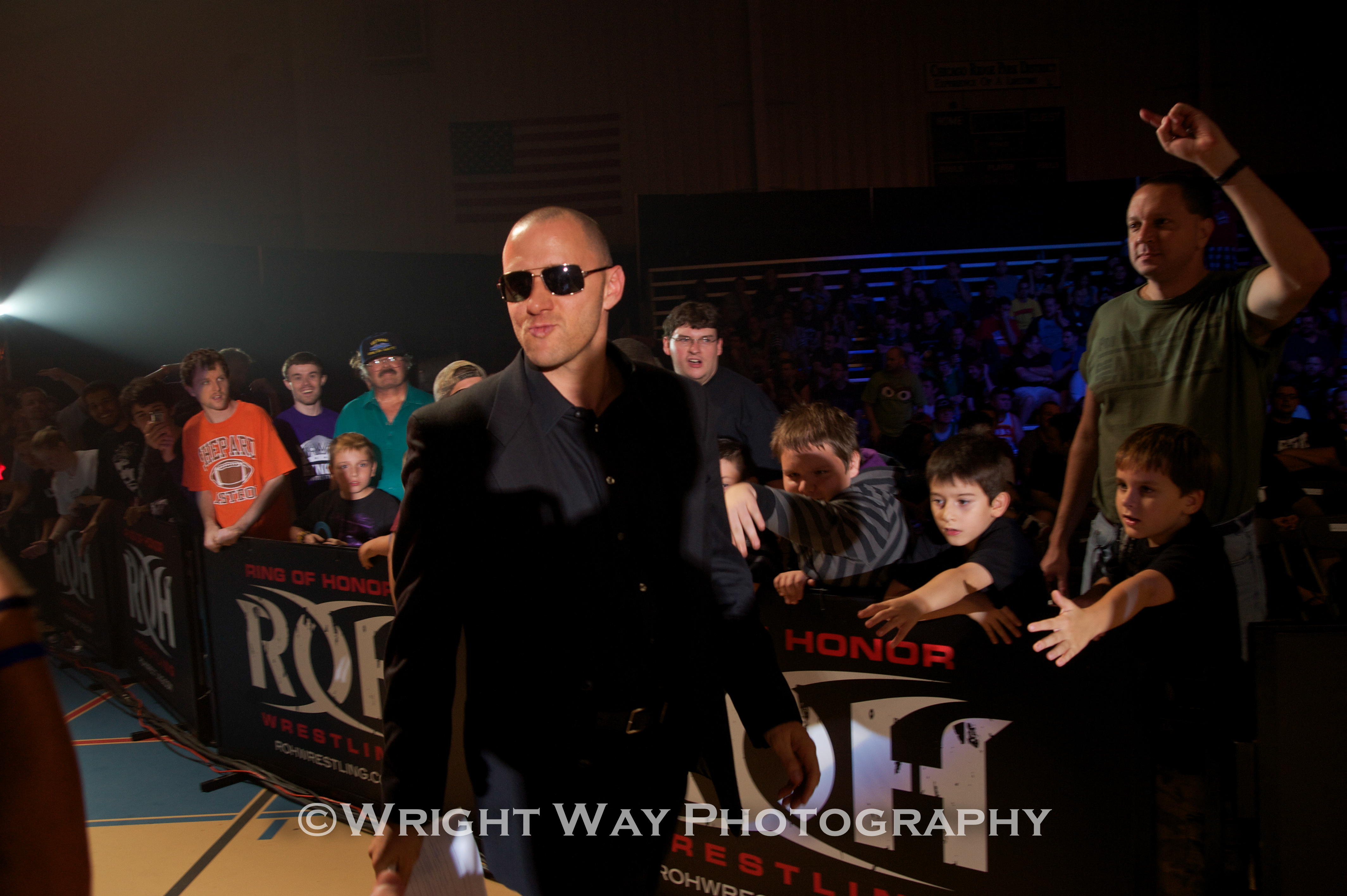
Nigel McGuinness a décidé de recommencer le match entre Michael Bennett et Matt Hardy, contre les Briscoe Brothers.

Le match suivant est un match de soumission entre Roderick Strong et Cedric Alexander. Après un début de match assez rude, à l'image d'un Backbreaker de Strong sur le rebord du ring, ce dernier réalise la première soumission du match via un Camel clutch, mais elle fut contrée par Alexander, qui lui crache au visage peu de temps après et riposte avec un Dragon sleeper. Strong se retire de cette prise de soumission puis reprend le dessus avec un Tope Rope Superplex. Il tente ensuite son Strong Hold mais Alexander se défait de cette prise puis utilise celle-ci quelques instants après afin de soumettre Strong avec succès,.
La quatrième rencontre oppose les Briscoe Brothers contre Matt Hardy et Michael Bennett. Ces derniers font leur entrée avec Maria Kanellis et l'acteur Nick Searcy. Très rapidement, les Briscoe Brothers prennent le dessus dans ce match. Jay Briscoe effectue son Jay Driller sur Matt Hardy. Bennett frappe Jay Briscoe avec le ROH Iconic Championship et les Briscoe Brothers sont déclarés vainqueurs par disqualification.

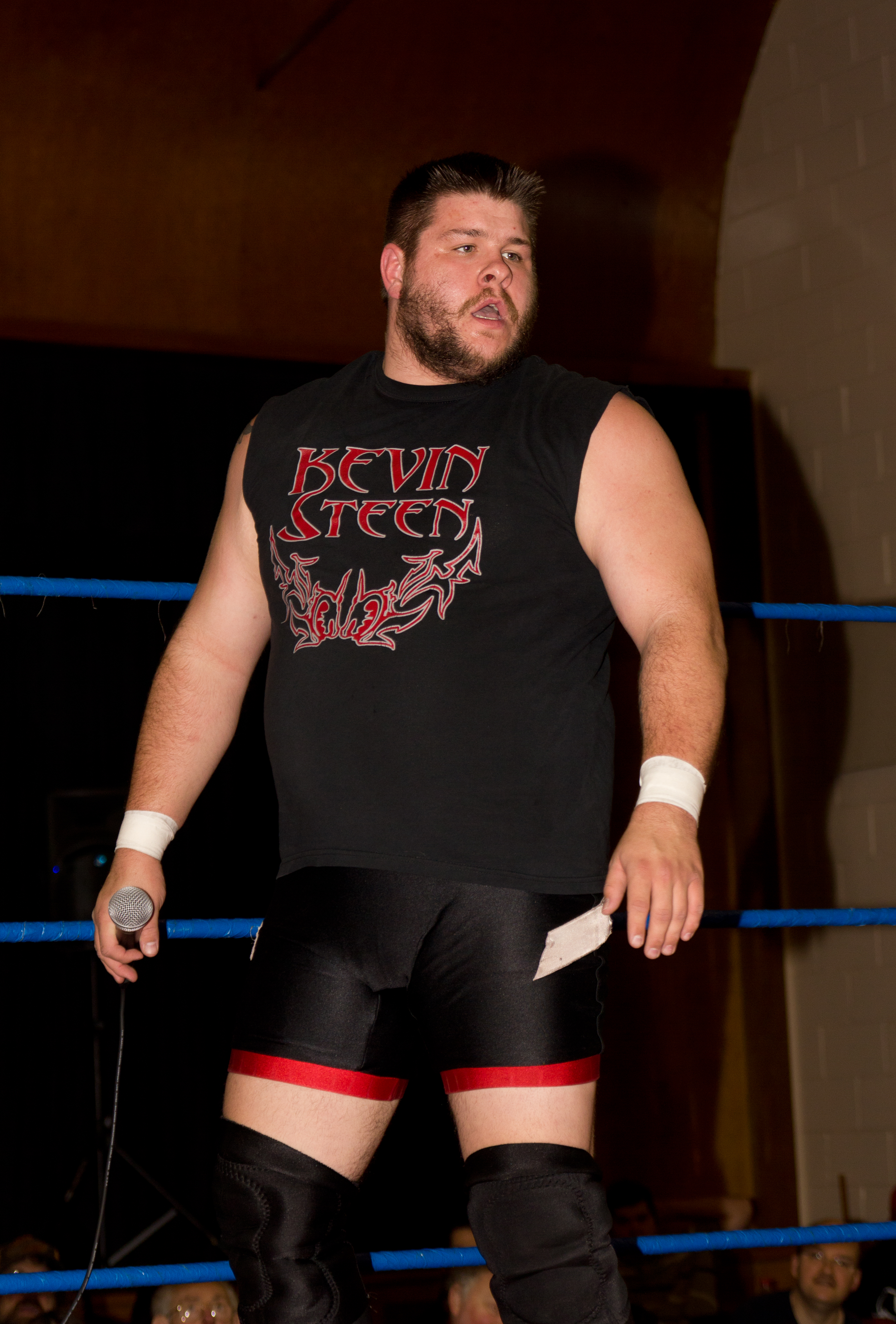
Kevin Steen a remporté son dernier match en pay-per-view à la ROH.

Cependant, le manager général Nigel McGuinness intervient et ordonne de recommencer ce match avec comme stipulation un No Disqualification match. Mark Briscoe commence à envoyer les chaises au centre du ring. Maria attrape une chaise des mains de Mark permettant à son compagnon Michael Bennett de l'utiliser sur lui. De son côté, Matt Hardy sort une échelle mais Jay effectue une Suplex sur Hardy qui atterrit sur l'échelle. Les Briscoe Brothers effectuent quelques mouvements en équipe puis attaquent Nick Searcy. Matt Hardy réalise ensuite son Twist of Fate sur Jay, qui se relève avant le compte de trois. Mark dispose une table à l'extérieur du ring et effectue un Elbow drop depuis la troisième corde sur Bennett, allongé sur cette table. Hardy et Jay grimpent sur l'échelle, ce dernier effectuant une Superplex sur Hardy qui tombe sur la table et la détruit. Il enchaîne ensuite un Jay Driller sur Hardy et remporte le match avec son frère,.
On observe ensuite un segment entre la nouvelle recrue Moose et Veda Scott (en), qui défend la Streak de R.D. Evans, s'élevant à 122 victoires pour zéro défaite et tente de devenir manageuse de Moose, mais ce dernier refuse,.

Le combat suivant est un match simple entre Kevin Steen et Silas Young. Après un début de match rythmé, Steen envoie Young en dehors du ring, mais ce dernier envoie son adversaire dans les barricades. Steen revient dans la partie avec un Pop Up Powerbomb. Les deux hommes s'échangent coup pour coup. Après ses deux tentatives de finition ratées, Steen envoie son Cannonball sur Silas Young dans un coin du ring. Après avoir évité le Pee Gee Waja Plunge, il effectue un Super Fisherman's Buster puis enchaîne avec son Package Piledriver et rive les épaules de son adversaire pour un compte de trois,.

### Matchs principaux

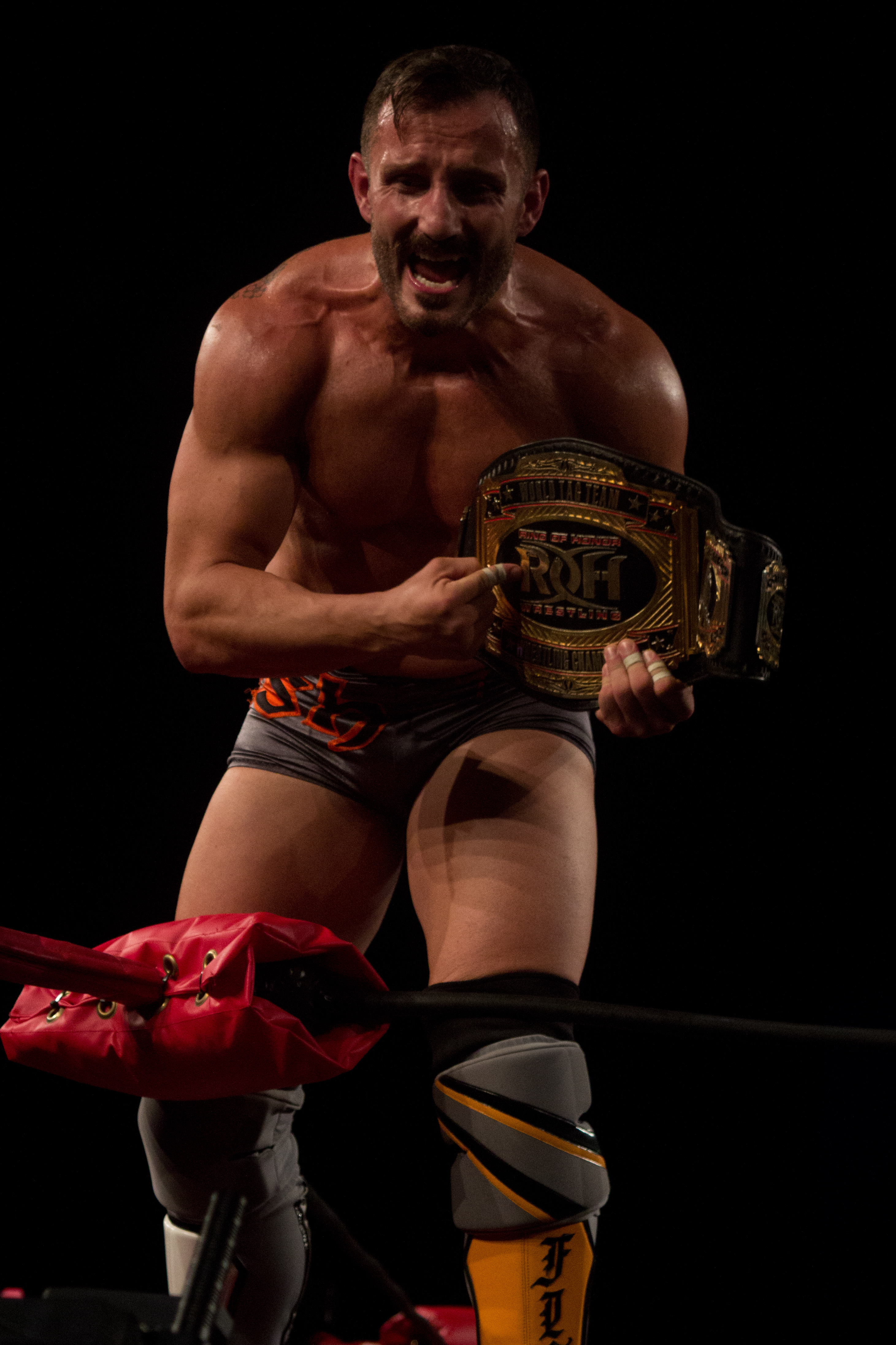
Bobby Fish a pris tous les risques pour conserver son ROH World Tag Team Championship.

Le premier match principal (main event) de la soirée est un match par équipe entre les reDRagon et Christopher Daniels & Frankie Kazarian pour les ceintures par équipes de la ROH. Durant l'entrée des champions en titre, Kyle O'Reilly et Bobby Fish dévoilent une bannière publicitaire avec des sponsors de MMA, afin de pallier l'absence de Tom « Filthy » Lawlor. Kyle O'Reilly et Christopher Daniels débutent cette rencontre. Les premiers échanges entre les deux lutteurs sont très techniques mais aucun des deux ne prend réellement l'avantage dans ce match. Kazarian fait ensuite son entrée et les premières combinaisons par équipe, notamment un coup de pied suivi d'un Northern lariat, lui permettent d'effectuer un Elbow drop puis de réaliser le premier tombé du match mais sans succès. Après avoir subi d'autres attaques combinées, notamment un Double moonsault sur Bobby Fish, les reDRagon reprennent l'avantage dans le match. À la suite d'une série de coups de pied, O'Reilly tente son Fujiwara armbar sur Kazarian mais il ne parvient pas à le soumettre. Les reDRagon se focalisent ensuite sur le bras de Kazarian ; cependant, Daniels revient dans la partie en envoyant O'Reilly en dehors du ring et effectue un Tope Suicida sur ce dernier. Bobby Fish revient ensuite dans la partie en envoyant Daniels dans les barricades. Sur le ring, Kazarian prend le dessus sur O'Reilly avec son Flux Capacitor mais il retombe sur son bras blessé. Il effectue tout de même le tombé mais Bobby Fish empêche l'arbitre de faire le compte de trois. Une fois ce dernier distrait, Fish en profite pour frapper le bras de Kazarian avec une chaise. Les reDRagon réalisent leur combo Chasing the Dragon et O'Reilly soumet Kazarian avec sa prise de finition ARMaggedon leur permettant de conserver leurs titres par équipe,.

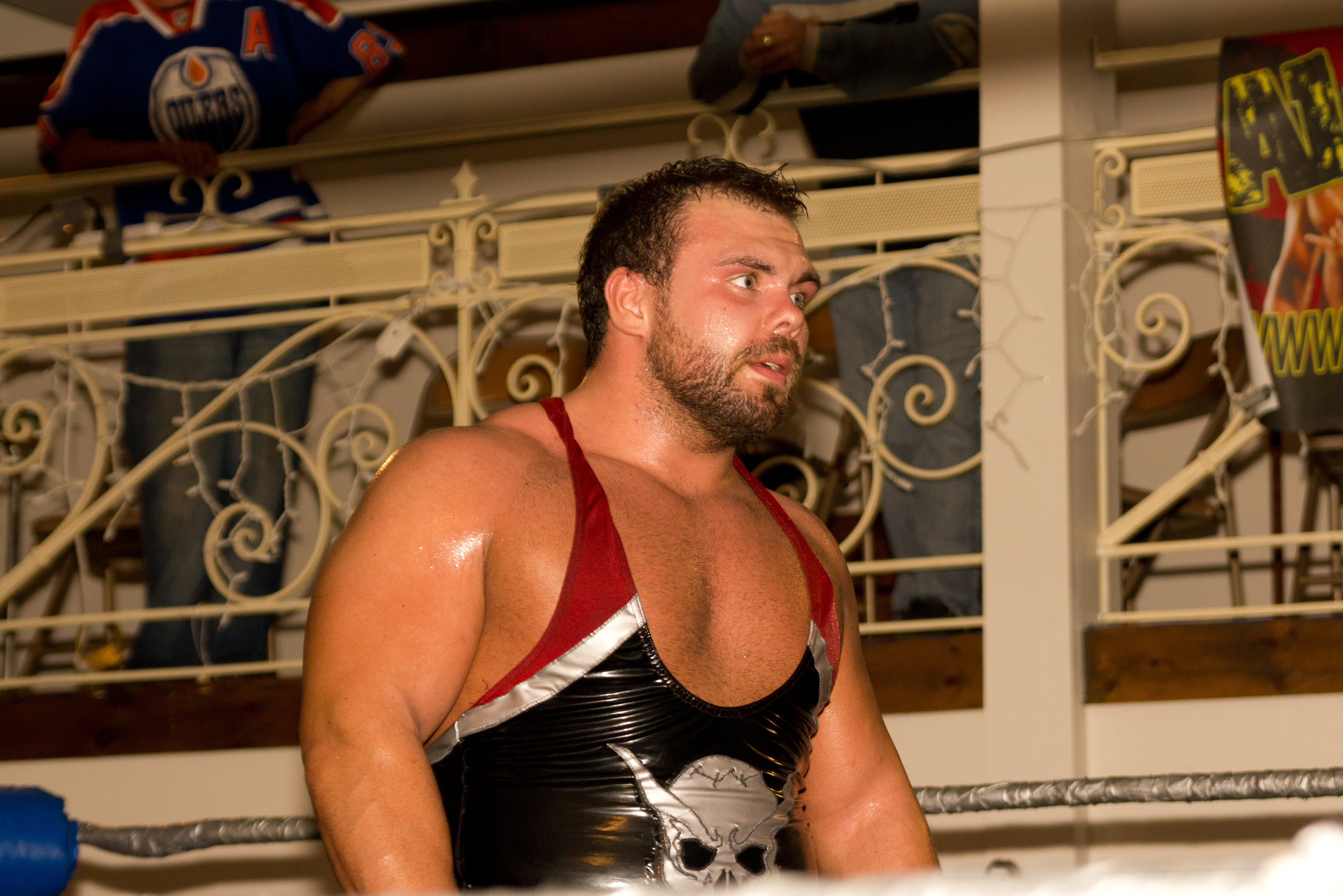
Michael Elgin a su résister aux attaques d'Adam Cole et de ses acolytes.

Le second main event est un match entre le champion Adam Cole et Michael Elgin pour le ROH World Championship. Ce dernier vient avec les cheveux entièrement tondus, à la suite des évènements du 7 juin[réf. nécessaire]. Le début du match est à l'avantage de Elgin. Cole tente de se faire disqualifier en l'attaquant avec une chaise afin de garder son titre mais échoue et subit un Running Powerslam sur la rampe d'entrée en métal. Par la suite, les deux catcheurs se rendent coup pour coup mais Adam Cole revient petit à petit dans la partie en réalisant dans un premier temps un Super Rana suivi dans un second temps de sa prise de finition le Florida Key mais Elgin se relève avant le compte de trois. Adam Cole assène involontairement un Superkick à l'arbitre après l'esquive de Elgin. Michael Bennett et Matt Hardy en profitent pour intervenir en faveur du champion de la ROH. Cependant, Elgin riposte et effectue un Powerbomb sur Adam Cole, qui atterrit sur ses deux compères. Maria Kanellis vient alors distraire Michael Elgin et le gifle. Matt Hardy a donc le temps de reprendre ses esprits et de le frapper à la tête avec sa ceinture du ROH Iconic Championship. Hanson et Raymond Rowe interviennent afin de faire fuir Hardy et Bennett. Elgin revient sur le ring juste avant le décompte des 20 secondes. Maria tente de distraire l'arbitre mais MsChif (en), la femme de Elgin, l'interrompt en lui crachant au visage son poison mist. Elgin réussit son Revolution Elgin Bomb et tente le tombé. Adam Cole se relève juste avant le compte de trois, alors que le public croyait que la victoire était acquise, engendrant quelques chants houleux quelques instants après. Adam Cole tente ensuite de soumettre son adversaire avec son Figure four leglock mais il est renversé par un Crossface de la part de Elgin. Ce dernier enchaîne ensuite avec trois Powerbombs avant d'asséner une nouvelle fois sa prise de finition pour la victoire. Michael Elgin remporte le match après plus de 22 minutes de combat et devient le nouveau champion du monde de la ROH sous les acclamations du public,,.

## Matchs
| #                                                                | Matchs, | Stipulation                                                                     | Durée |
| ---------------------------------------------------------------- | --- | ------------------------------------------------------------------------------- | ----- |
| Dark                                                             | War Machine (Hanson & Raymond Rowe) battent Tate Twins (Brent Tate & Brandon Tate),                                     | Match par équipe                                                                | 3:15  |
| Dark                                                             | Adam Page (avec B.J. Whitmer) bat The Romantic Touch                                                                    | Match simple                                                                    | 4:52  |
| 1                                                                | ACH bat Caprice Coleman, Tommaso Ciampa, Watanabe, Tadarius Thomas et B.J. Whitmer (avec Adam Page)                     | Six-Man Mayhem match pour être challengeur au ROH World Television Championship | 12:07 |
| 2                                                                | Jay Lethal (c) (avec Truth Martini et Seleziya Sparx) bat Matt Taven                                                    | Match simple pour le ROH World Television Championship                          | 10:13 |
| 3                                                                | Cedric Alexander bat Roderick Strong (avec Adam Page et Tadarius Thomas)                                                | Submission match                                                                | 16:16 |
| 4                                                                | Briscoe Brothers (Jay Briscoe & Mark Briscoe) battent Matt Hardy & Michael Bennett (avec Maria Kanellis et Nick Searcy) | No Disqualification Tag Team match                                              | 16:31 |
| 5                                                                | Kevin Steen bat Silas Young                                                                                             | Match simple                                                                    | 13:03 |
| 6                                                                | ReDRagon (Kyle O'Reilly & Bobby Fish) (c) battent Christopher Daniels & Frankie Kazarian                                | Match par équipe pour les ROH World Tag Team Championship                       | 17:01 |
| 7                                                                | Michael Elgin bat Adam Cole (c)                                                                                         | Match simple pour le ROH World Championship                                     | 22:20 |
| (c) désigne le(s) champion(s) défendant son titre dans le match. | |                                                                                 |       |

## Conséquences

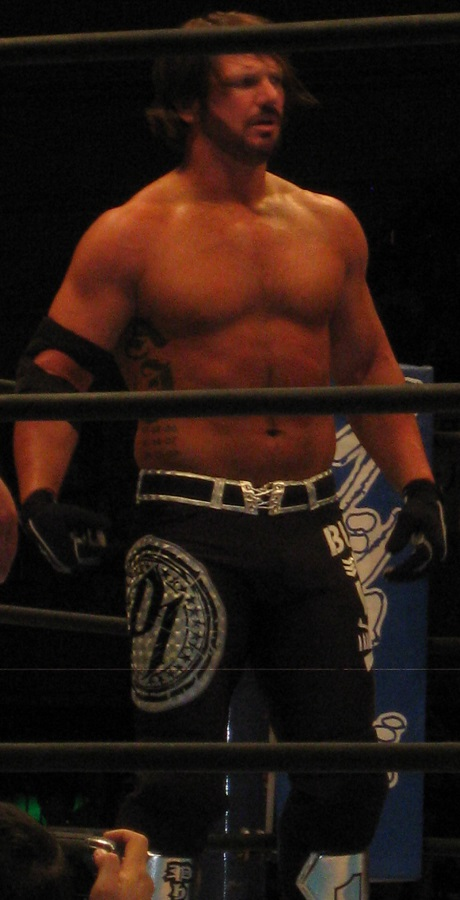
A.J. Styles veut conquérir le titre mondial de la ROH.

Deux jours avant cet évènement, A.J. Styles, ne figurant pas dans ce show car il participe à un spectacle de la New Japan Pro Wrestling la veille, a annoncé qu'il regarderait Best in the World 2014 depuis le Japon et qu'il veut un match de championnat pour le ROH World Championship, titre qu'il n'a jamais obtenu, et ce quel que soit le vainqueur entre Michael Elgin et Adam Cole. Lors du main event de la soirée, Michael Elgin remporte son match face à Adam Cole et devient le 20e champion du monde de la ROH.
Un ancien joueur de la NFL dénommé Moose a été introduit comme la nouvelle recrue de la ROH durant le spectacle. Il signe officiellement un contrat avec la ROH deux jours plus tard.
Lors du show suivant AfterShock qui se déroula le 12 juillet, Michael Elgin a fait équipe avec Raymond Rowe et Hanson et ont affronté The Kingdom (Adam Cole, Matt Hardy et Michael Bennett) dans un Six Man War match. Ce match se finit en No Contest à la suite de la disqualification des deux équipes. Dans la même soirée, un Four Corners Survival match fut établi entre Silas Young, Jimmy Jacobs, Matt Taven et ACH afin de déterminer le futur challengeur pour le titre mondial de la ROH le 22 août à Death Before Dishonor XII. Le vainqueur fut Silas Young, en effectuant le tombé sur ACH. Le main event de cette soirée fut un match pour le titre entre Matt Hardy et Michael Elgin, que ce dernier remporte et conserve sa ceinture.
Après sa victoire sur Adam Cole, Michael Elgin a mis au défi tous les anciens champions du monde de la ROH de le battre. La seconde défense de titre de Michael Elgin s'est déroulée le 18 juillet face à Roderick Strong, qui a accepté ce défi, et a vu la victoire de Elgin, conservant ainsi sa ceinture. Durant la même soirée, Jay Lethal reste champion de la télévision de la ROH après sa défense de titre réussie face à Matt Taven déguisé en The Romantic Touch.

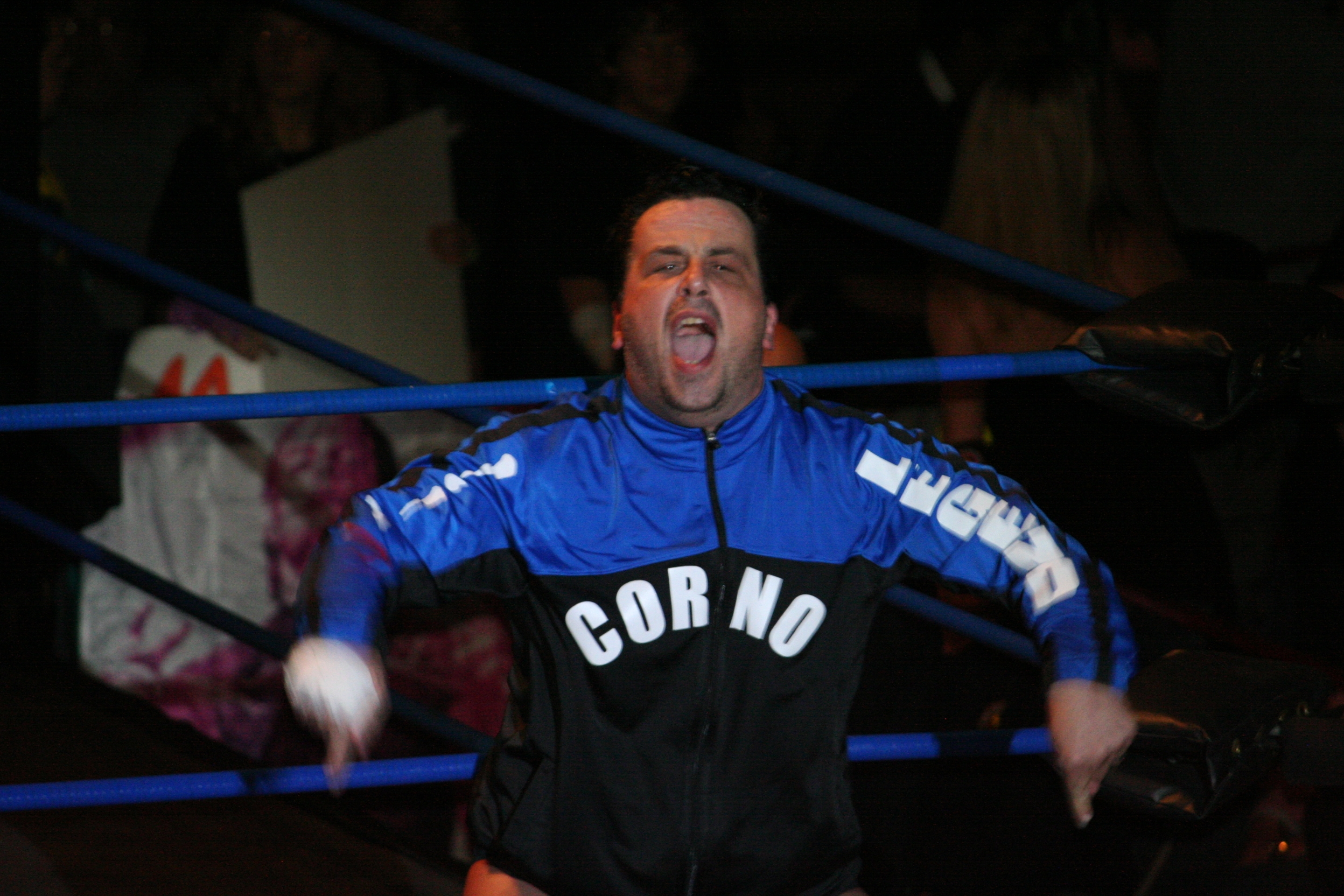
Steve Corino est retourné sur le ring pour le dernier match de Kevin Steen à la ROH.

Le lendemain, Christopher Daniels et Frankie Kazarian battent les Briscoe Brothers (Jay Briscoe et Mark Briscoe), War Machine (Hanson et Raymond Rowe) et The Decade (Jimmy Jacobs et Roderick Strong) dans un Four Way Tag Team match et remportent une nouvelle opportunité pour les titres par équipe de la ROH. Plus tard dans la soirée, Cedric Alexander rive les épaules de Jay Lethal dans la dernière rencontre d'un Gauntlet match et devient challengeur pour la ceinture de champion du monde de la ROH, qui sera disputée lors du show du 9 août. Enfin, Michael Elgin conserve son titre en battant Kyle O'Reilly, qui remplaçait Michael Bennett, victime d'une intoxication alimentaire,.
De son côté, Kevin Steen effectuera encore trois derniers matchs avant son départ vers la NXT,. Il combat pour la première fois Tommaso Ciampa le 12 juillet et remporte ce match. Il perd ensuite contre Silas Young le 18 juillet dans un No Disqualification match. Il effectue son dernier match le jour suivant face à son mentor Steve Corino, qui n'a plus catché depuis la dissolution des S.C.U.M., et remporte le match. Quant à ACH, il obtient son opportunité pour le titre de la télévision de la ROH détenu par Jay Lethal le 9 août mais le match se termine par une égalité.
Lors de Field of Honor 2014, les ReDRagon conservent une nouvelle fois contre Daniels et Kazarian, Jay Lethal retient sa ceinture en battant Matt Taven dans un Steel Cage match et A.J. Styles, tout comme Jay Briscoe et Adam Cole, ne parvient pas à ravir le titre mondial de la ROH des mains de Michael Elgin.

## Accueil et critiques

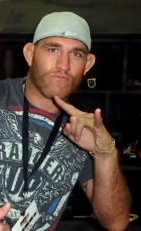
Tom Lawlor devait se trouver aux abords du ring des reDRagon.

Du côté du roster de la ROH, cet évènement semble bien perçu par les catcheurs. En effet, une semaine avant le pay-per-view, Roderick Strong affirme que la diffusion du show sur le câble et le satellite est la continuité de l'avancée de la fédération, car elle fait suite à des matchs de qualité et des shows télédiffusés de plus en plus aboutis depuis le début de l'année. Il explique également que cela représente un pas de plus en avant pour la fédération et que les lutteurs qui la composent sont prêts à suivre le mouvement. D'autres catcheurs tels que les Briscoe Brothers décrivent cet évènement comme un vrai show sportif télévisuel de qualité. Quant à Adam Cole, il affirme que cela représente une pression supplémentaire d'être le champion de la ROH lors de ce pay-per-view car il est diffusé en direct, mais il tient à rester champion à la fin de son match. Après le show, Christopher Daniels révèle que cette soirée était très émotionnelle pour lui à la suite de son retour et félicite le public pour l'accueil chaleureux réservé à son coéquipier Frankie Kazarian.
Lors de l'évènement, quelques problèmes techniques ont pu être observés. En effet, le show fut disponible gratuitement sur Ustream lors de sa diffusion en direct. Le problème a ensuite été résolu. De plus, la ROH n'a pas obtenu l'accord de l'UFC pour l'apparition de son lutteur Tom « Filthy » Lawlor aux côtés des ReDRagon en tant que leur manager. La Ring of Honor a également dénoncé un problème au niveau de l'éclairage se trouvant au-dessus du ring mais que les techniciens n'étaient pas en mesure de l'améliorer compte tenu de l'ancienneté des bâtiments.
Malgré ces incidents, ce pay-per-view a été plutôt bien accueilli. Les spectateurs ont répondu présent puisque le spectacle s'est déroulé à guichets fermés avec pas moins de 1 400 spectateurs au Tennessee State Fairgrounds de Nashville. De plus, une première estimation a évoqué que 10 000 téléspectateurs ont acheté ce spectacle en paiement à la séance mais il a été révélé que la barre des 12 000 téléspectateurs a finalement été atteinte. À la suite de ce succès, la ROH a annoncé que le prochain spectacle télédiffusé en direct sera en décembre pour Final Battle 2014, qui est le plus grand évènement de l'année. Cependant, les shows intermédiaires Death Before Dishonor XII et Field of Honor 2014, à l'instar des shows précédents, ne seront disponibles qu'en ligne ou via Ustream. Le DVD de cet évènement est disponible depuis le 30 juillet 2014 sur le site de la ROH.
Une étude a montré que cet évènement est le spectacle de catch en paiement à la séance qui offre une durée de catch « pur » la plus longue avec 35,67 minutes de catch par heure, contrairement aux spectacles de la WWE (avec 31,53 minutes par heure) et de la TNA (avec 30,44 minutes par heure). C'est également le premier pay-per-view de l'année qui inclut des matchs tous supérieurs à 10 minutes.
Du côté des experts, Larry Csonka, journaliste pour 411 Mania, a évalué le spectacle avec une note finale de 7/10. Il a jugé que le show était de bonne qualité en général avec un changement de titre mémorable avec la victoire de Michael Elgin sur Adam Cole. Cependant, il a eu l'impression que la ROH voulait se démarquer des autres fédérations de catch (WWE et TNA) mais que cela n'a pas été réussi et espérait un show encore de meilleure qualité pour un premier pay-per-view en direct. Le site canadien Canoë SLAM! a mis une note de 7/10 pour l'ensemble du show ainsi qu'une évaluation de 8,5/10 pour le match entre Adam Cole et Michael Elgin. Sean Rueter, journaliste pour le périodique Cage Side Seats, attribue un B+ pour l'ensemble du show. Il affirme que le show était globalement de bonne qualité mais que certains matchs (notamment celui entre les reDRagon et Christopher Daniels & Frankie Kazarian ou celui entre Kevin Steen et Silas Young) étaient survendus au public avant l'évènement, rendant ces derniers moins entrainants. The Stinger, auteur du site Ring Side News, estime que cet évènement a permis à la ROH de faire un pas en avant et donne une note de 7/10. Quant à Alex Steel, chroniqueur pour Wrestle Enigma, a affirmé que cette manifestation de catch a été un succès avec des rivalités intéressantes et des rencontres abouties, en mettant un bémol sur les deux premiers matchs qui selon lui étaient en dessous du reste, et attribue malgré tout un A- pour l'ensemble du spectacle. Enfin, Nathan Kyght, journaliste de Pro Wrestling Torch et spécialiste en pay-per-view de catch, évalue cet évènement comme le troisième meilleur pay-per-view de l'année 2014 toutes fédérations confondues derrière WrestleMania XXX et Payback 2014.